# El fill de Monte Cristo
El fill de Monte Cristo (The Son of Monte Cristo) és una pel·lícula estatunidenca dirigida per Rowland V. Lee el 1940. Ha estat doblada al català.

## Argument
1865, el General Gurko Lanen es converteix entre bastidors en dictador del Gran Ducat de Lichtenburg situat als Balcans. Gurko suprimeix el clergat i la premsa lliure i empresona el Primer Ministre Baró Von Neuhoff i intenta aconseguir la mà de la Gran Duquesa Zona, que és la legítima governant del Gran Ducat, que espera rebre ajuda de Napoleó III de França i s'escapa seguida a prop per una tropa d'Hússars lleials a Gurko. És rescatada pel Comte de Monte Cristo, de cacera per la zona. El Comte l'escorta a un país neutral, però els hússars de Gurko violen la neutralitat internacional per tornar la Gran Duquessa a Lichtenburg.

## Repartiment
- Louis Hayward: Edmond Dantes Jr.
- Joan Bennett: Gran Duquessa Zona de Lichtenburg
- George Sanders: General Gurko Lanen
- Florence Bates: Comtessa Mathilde Von Braun
- Lionel Royce: Coronel Zimmerman
- Montagu Love: Primer ministre Baron Von Neuhoff
- Ian Wolfe: Conrad Stadt
- Clayton Moore: Tinent Fritz Dorner
- Ralph Byrd: William Gluck
- Georges Renavent: Marqués de Chatante, ambaixador de França
- Michael Visaroff: Prince Paul Pavlov, ambaixador de Rússia
- Rand Brooks: Hans Mirbach
- Theodore von Eltz: Capità
- James Seay: Tinent Stone
- Henry Brandon: Sergent Schultz
- Charles Trowbridge: Capellà
- Lionel Belmore: Hercules Snyder, Propietari de l'hostal
- Wyndham Standing: Chambellan

Actors que no surten als crèdits
- Lawrence Grant: Baró
- Alberto Morin: Amic de Von Neuhoff

## Premis i nominacions

### Nominacions
- 1942: Oscar a la millor direcció artística per John DuCasse Schulze i Edward G. Boyle